# ベトナム女性博物館
ベトナム女性博物館（ベトナムじょせいはくぶつかん、越：Bảo tàng Phụ nữ Việt Nam / 寶藏婦女越南、英：Vietnamese Women’s Museum）は、ベトナム・ハノイ市のリ・トゥオン・キエット通りに位置し、ホアンキエム湖 や旧市街に程近い。周辺にはフランス様式の建築物、大使館、主要ホテルや政府機関がある。1995年に一般に公開され、2006-2010年までリフォーム事業が行われた。ベトナム女性博物館は女性をテーマにした博物館であり、常設展示では1千点を越える資料や写真が展示されベトナム女性が果たした役割を歴史、アート、家庭生活など様々なテーマから紹介している。また、ベトナム社会の変わりゆく姿も展示を通して見ることができる。

## 沿革と目的

### 沿革
1987年にベトナム女性博物館はベトナム女性連合により設立。1991年よりTran Xuan Diemの設計で建物の建設が開始され、1995年に一般に公開された。70年代から博物館や女性連合が収集している収蔵品は約2万8千点にもおよび、充実した展示内容に好評を博している。これら全ての展示物は家庭・歴史の中の女性の役割に関連したものである。
2006年から2010年までベトナム政府、ベトナム女性連合そしてFord Foundationの支援の下、リフォーム事業が行われた。外装や設備は近代化し、常設展示は： 家庭での女性、歴史のなかの女性、女性のファッションの3つのテーマに再編された。同時に、文化・歴史中心だった内容から、文化・風習だけでなく社会問題、現代社会の情報を提供するとともに、ジェンダー博物館として変化を遂げた。
日本との関係としてはふくしま・ベトナム友好協会並びふくしまフェスティバル実行委員と協力し、2013年、14年と「ふくしまフェスティバル in Hanoi」をＶＷＭにて開催。

### 目的
博物館はジェンダー博物館としてだけでなく、収集、保存、歴史人類学的見地を含んだ研究、ベトナム女性やベトナム女性連合の有形無形の歴史的・文化的遺産を展示、多方面から過去そして現代社会での女性問題を紹介することで、人々の知識の向上、理解を図る役割を担っている。また、博物館の継続的な向上への取り組みは男女平等の促進にも貢献している。

## 博物館と収蔵品

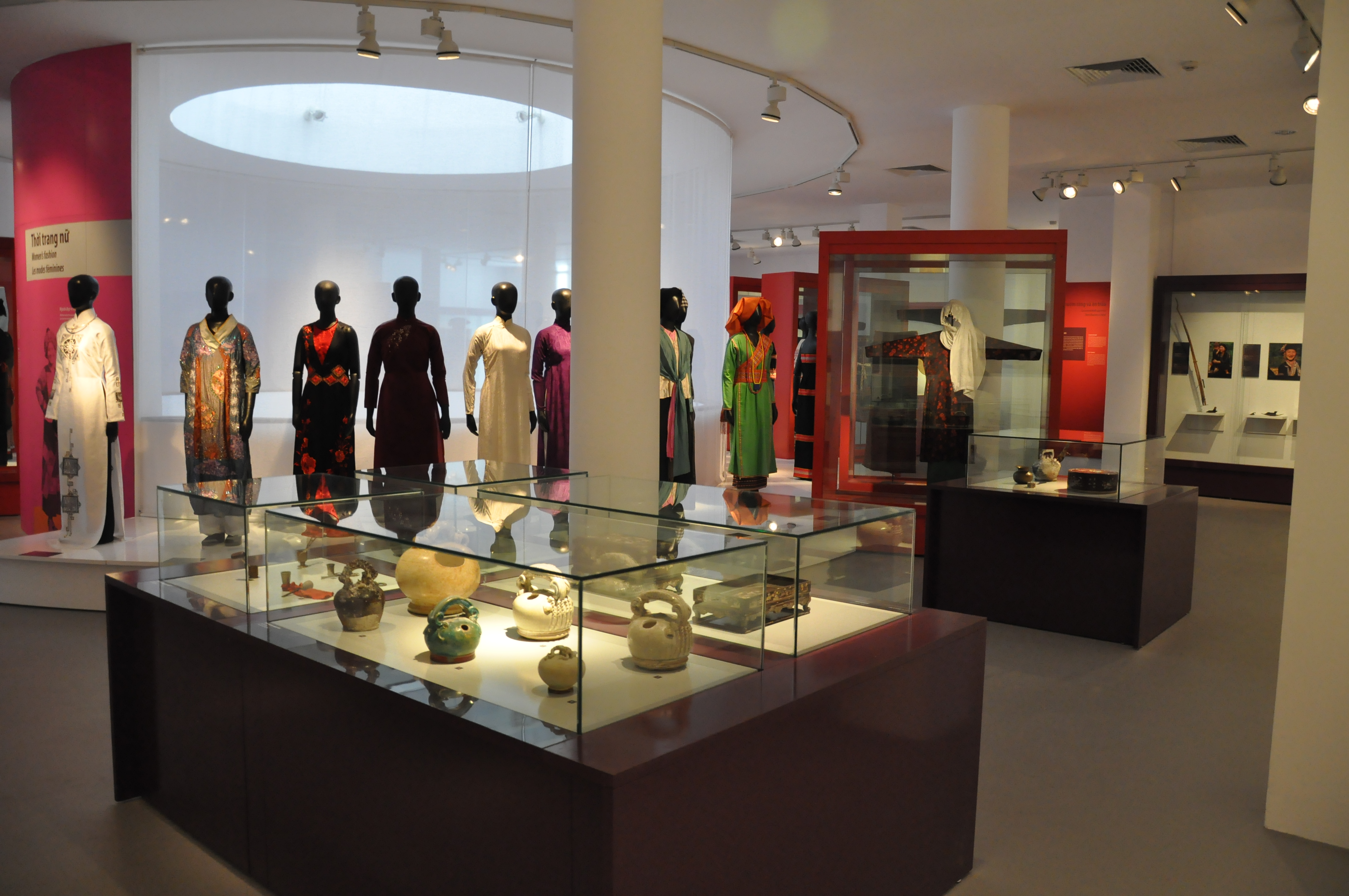
4階：女性のファッション

### 概要
本館は常設展示、特別展示、ディスカバリーセンターそしてミュージアムショップの4つのエリアに分かれており、本館横の別館には企画展のスペースも設けられている。また敷地内にミュージアムカフェも併設されている。

### 収蔵品
ベトナム女性博物館はベトナム女性に関連した約2万8千点に及ぶ資料を所蔵している。収蔵品は織物、金属、木工品、陶器、革製品、角製品、土器、ガラス製品などに分類されている。70年代より博物館とベトナム女性連合によってベトナム全土から収集され、全ての資料は出先がはっきりしている。それぞれの資料には歴史があり、所有者のエピソードを物語っており、来館者に感動を与えている。

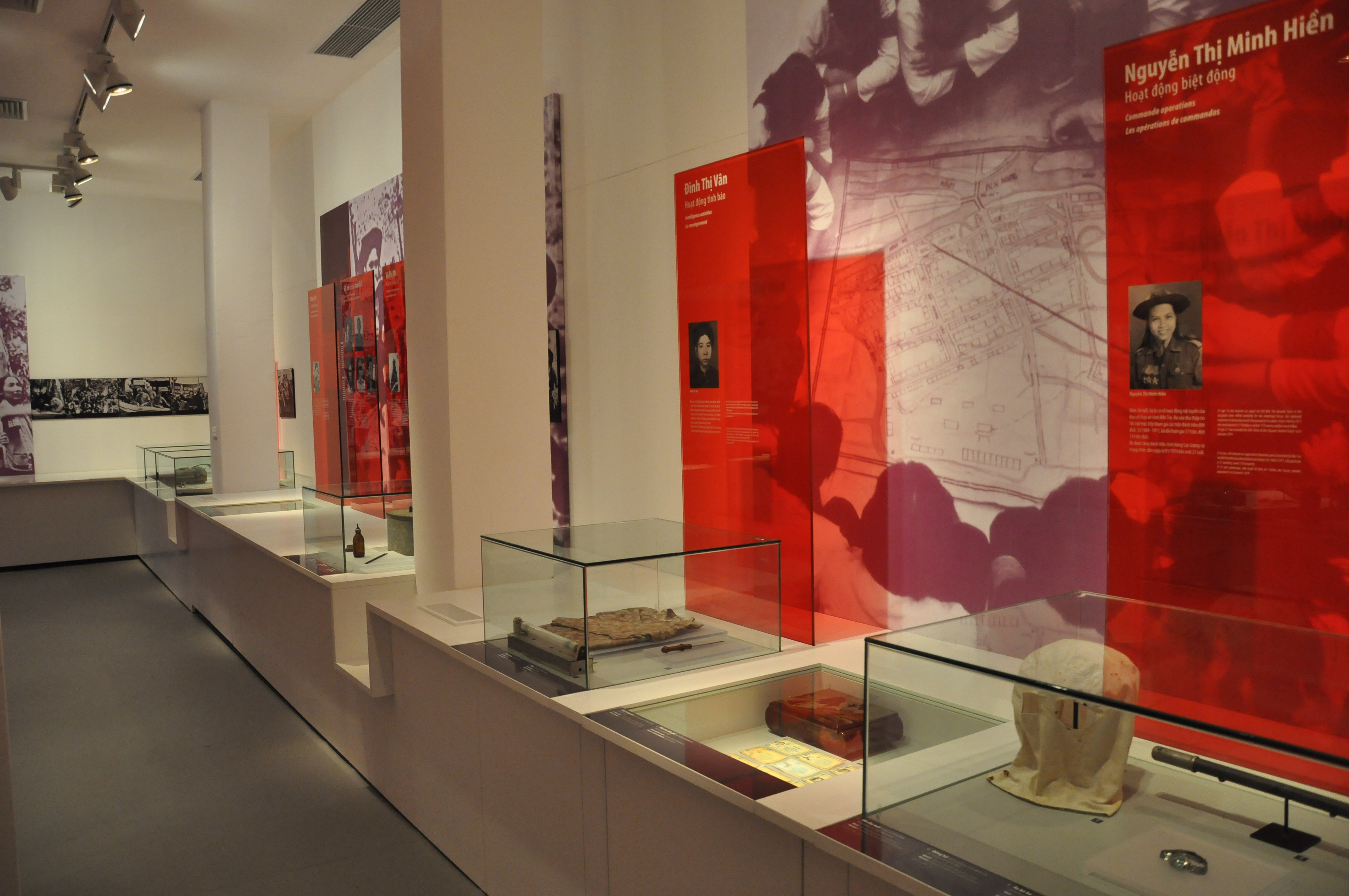
３階：歴史のなかの女性

### 常設展示
2006年から2010年にかけてリフォームが行われた。本館2-4階にベトナム女性に関連した3つのテーマ別に約1千点の資料そして写真が常時展示されている。2階の“家庭での女性”では結婚の儀式や風習、出産や家庭生活を通してベトナム女性を紹介している。3階では“歴史のなかの女性”というテーマで過去そして現代の女性を紹介し、戦争時の記憶を回想させる展示となっている。最後のテーマである“女性のファッション”は4階にあり、独自の文化やアイデンティティを反映した独創的かつ精巧な民族衣装が展示されている。

#### 家庭での女性
このテーマではベトナム国家を形成する様々な民族の妻そして母としての”ベトナム女性の一生（サークルオブライフ）”を展示している。前半は父系社会と母系社会の婚礼の儀を通して家族の中の女性の役割と地位に注目している。展示物の中には婚約の際に使われる美しい箱、花嫁衣裳、儀式の映像などが含まれている。次に出産についての展示内容になっており、子宝祈願の儀式、妊娠時の習慣、出産、そして初産婦と新生児のケアについて紹介している。後半は日常生活においての女性の役割と仕事を紹介するコーナーで、作物の栽培、漁、食物採集、食事の準備、陶芸、裁縫や機織り、子育てについて来館者は学ぶことができる。

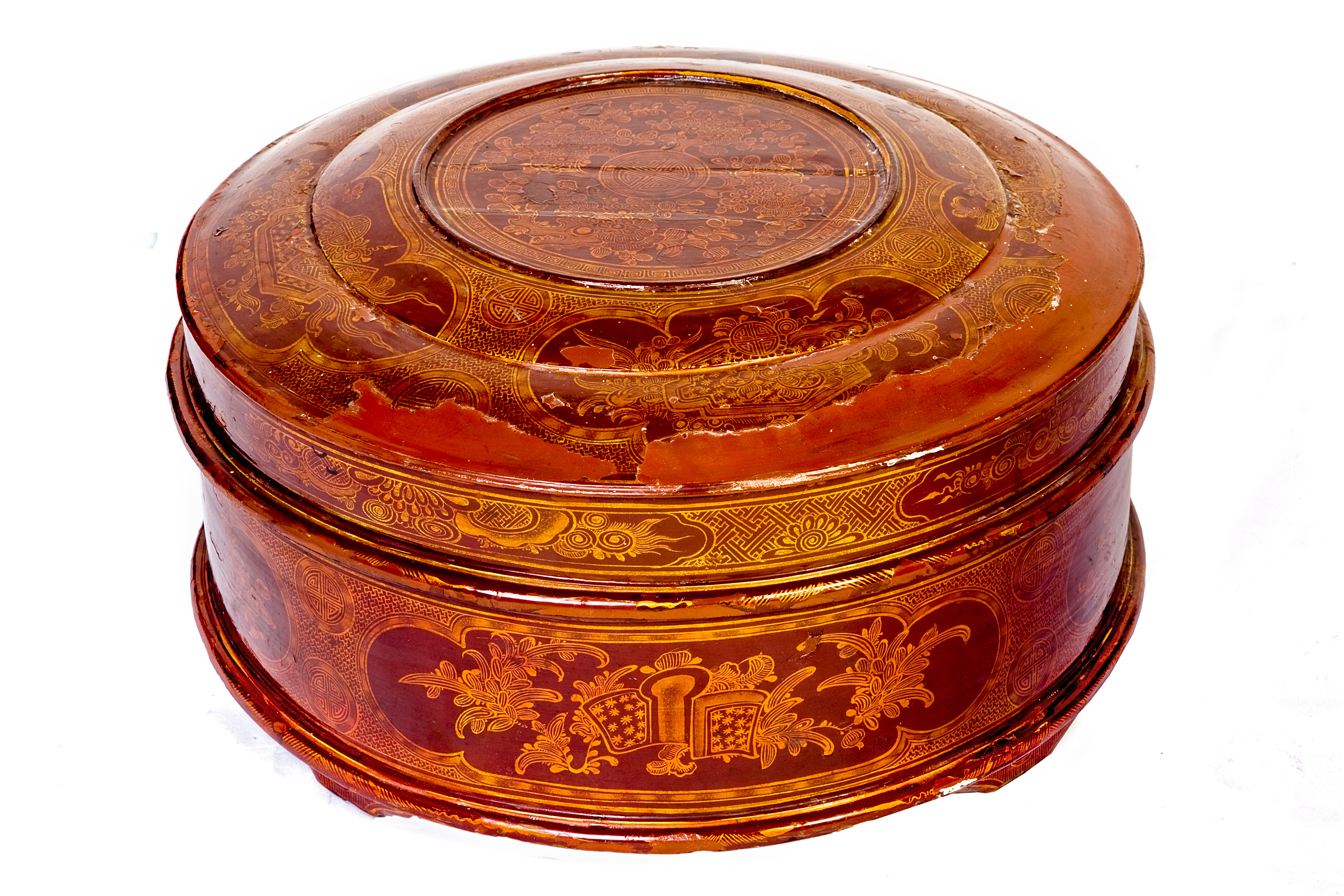
櫃（結納の品を入れる容器）
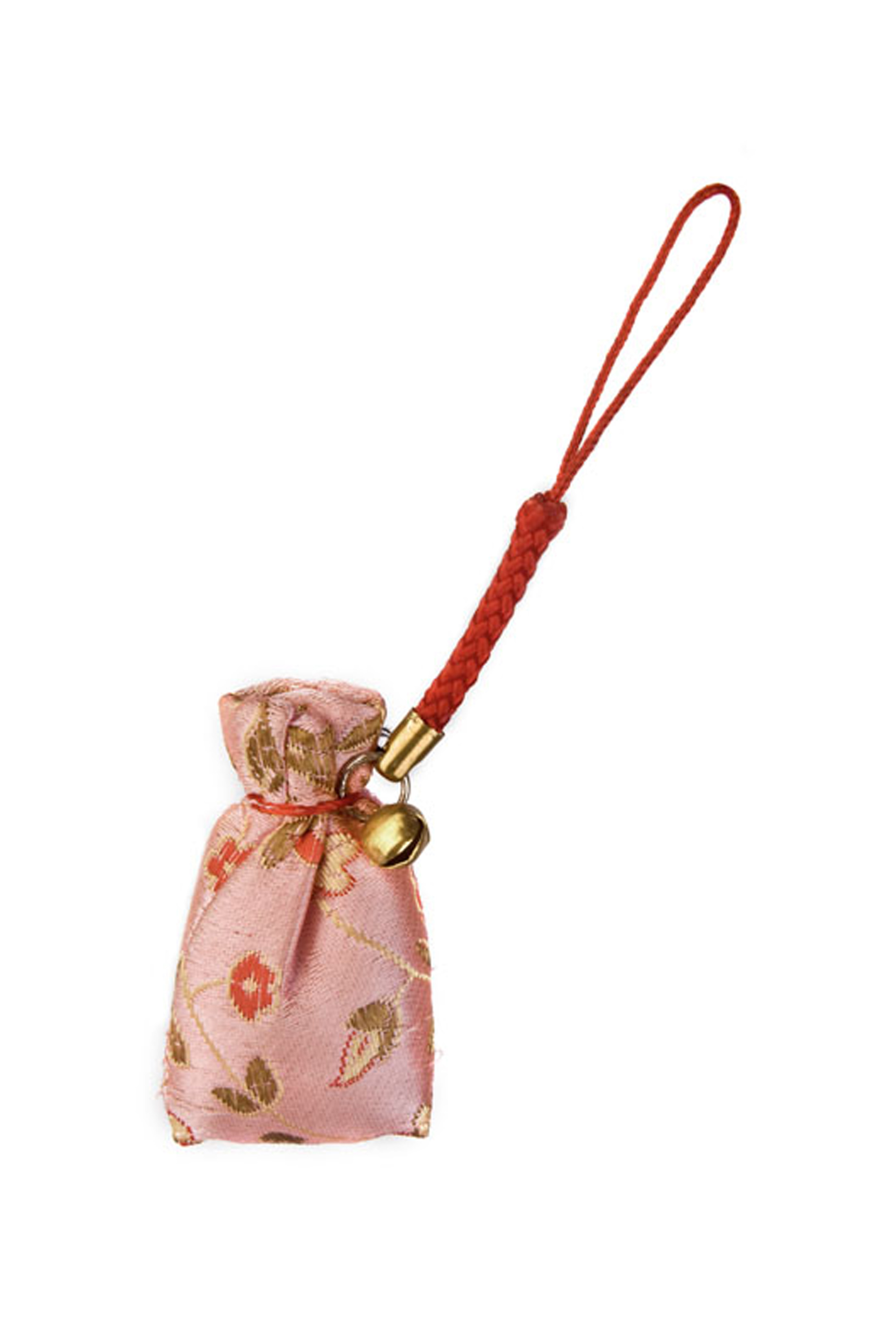
お守り（ベト族）
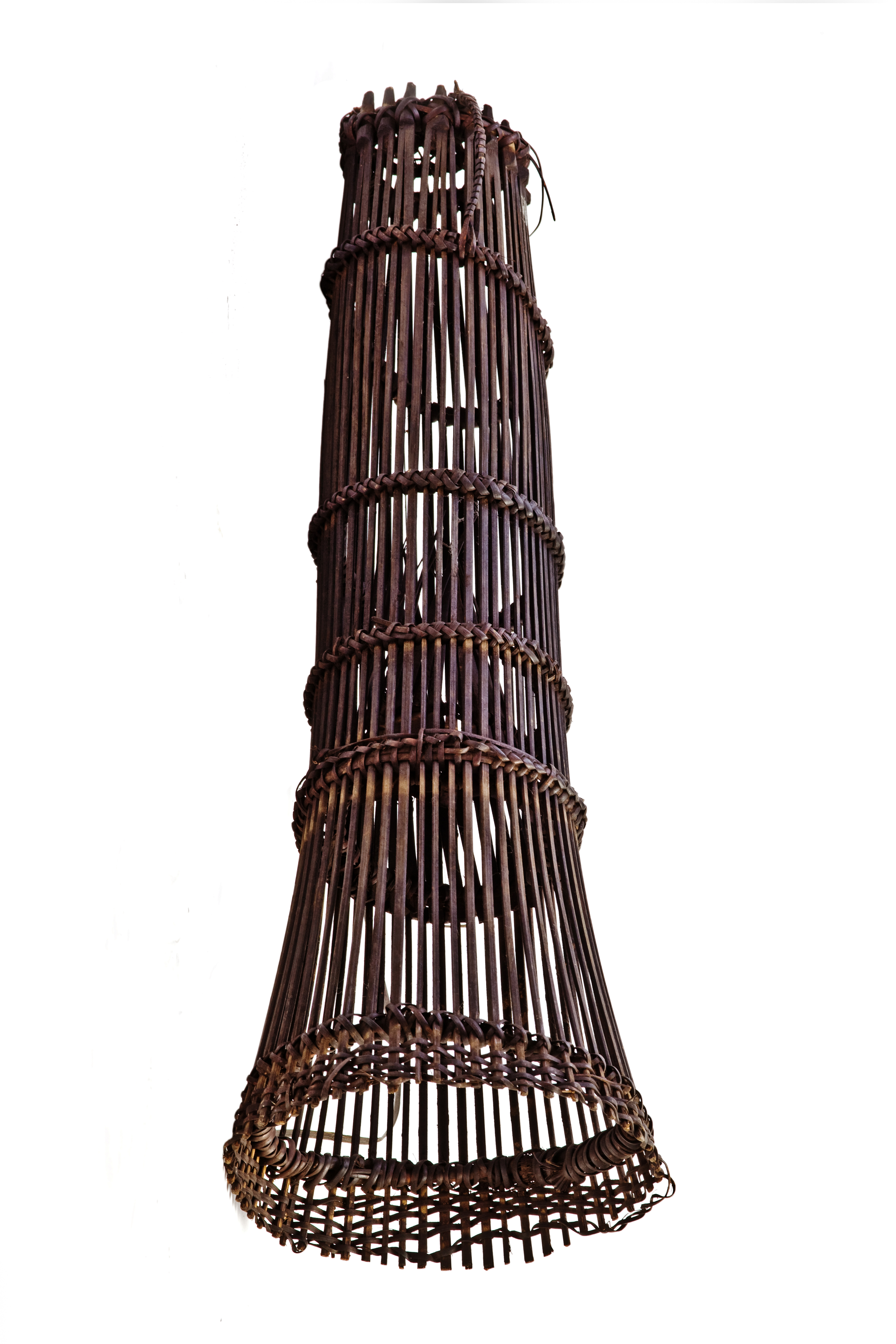
仕掛け網（フレ族）

#### 歴史のなかの女性
“歴史のなかの女性”では対フランス・対アメリカ戦争時（第一次インドシナ戦争、ベトナム戦争）の女性の役割や参戦について考察するだけでなく戦時中の女性の日常など様々な角度から焦点を当てている。展示物はベトナム女性の貢献、栄誉ある偉業、そして犠牲を鮮明に物語っている。指輪、麦わら帽子や写真といった個人所有の展示物から来館者はベトナム史上の有名な出来事、人物について知ることができるであろう。短編フィルムでは伝統的な価値に基づいて現代社会で女性がどのように自分たちの情熱、技術、精神を表現しているか紹介している。

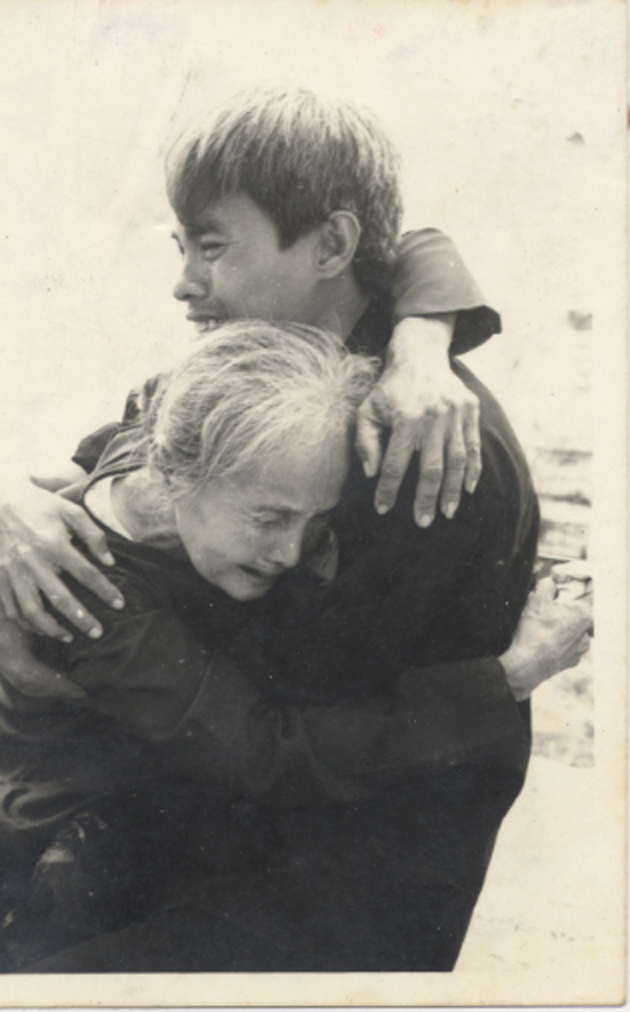
母との再会（Le Van Thuc）
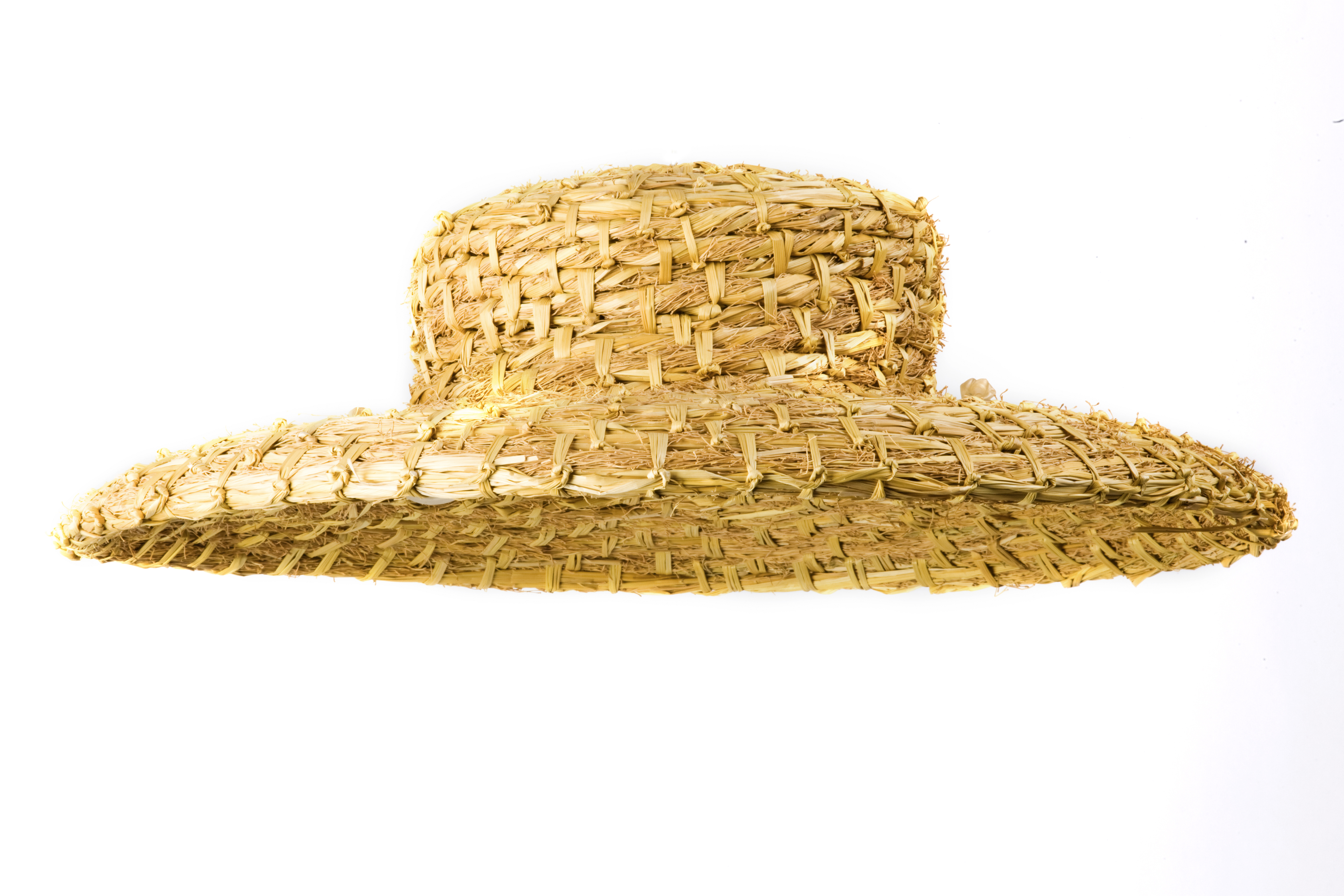
麦わら帽子
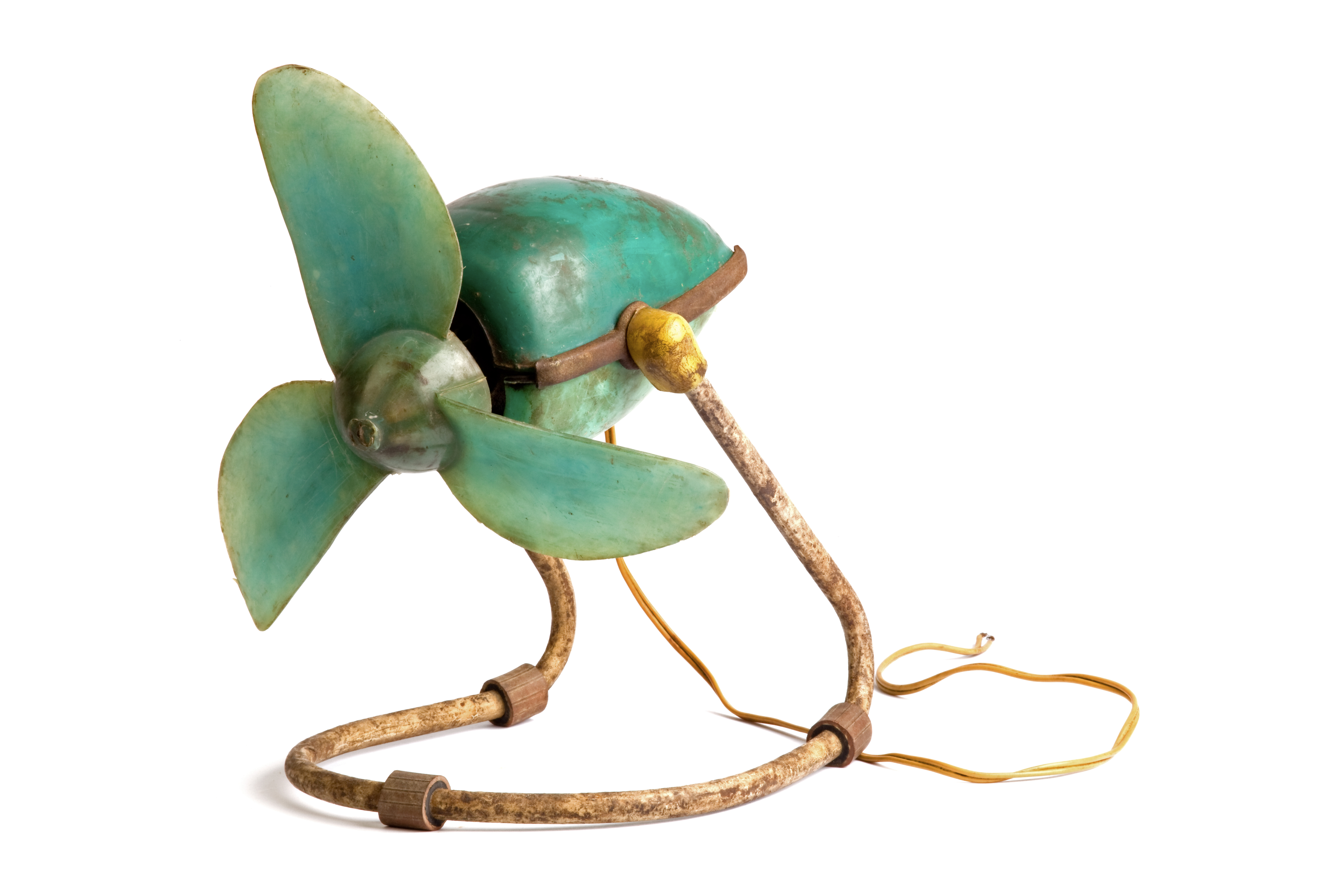
”カエル（Toad）”扇風機（Pham Thi Thai）

#### 女性のファッション
4階ではモン族やタイ族の刺繍、モン族によるバティックなどベトナムの54の民族が受け継ぐ伝統的なテクニックを用いた衣装が展示されている。この他、装飾品を身に着けることで生まれる少数民族の女性の独特な美しさ、伝統儀礼等で嗜まれるキンマやビンロウジの習慣などが紹介されている。またこのセクションでは現代のベトナムファッションスタイルをアオザイ等のデザインを通して見ることができる。

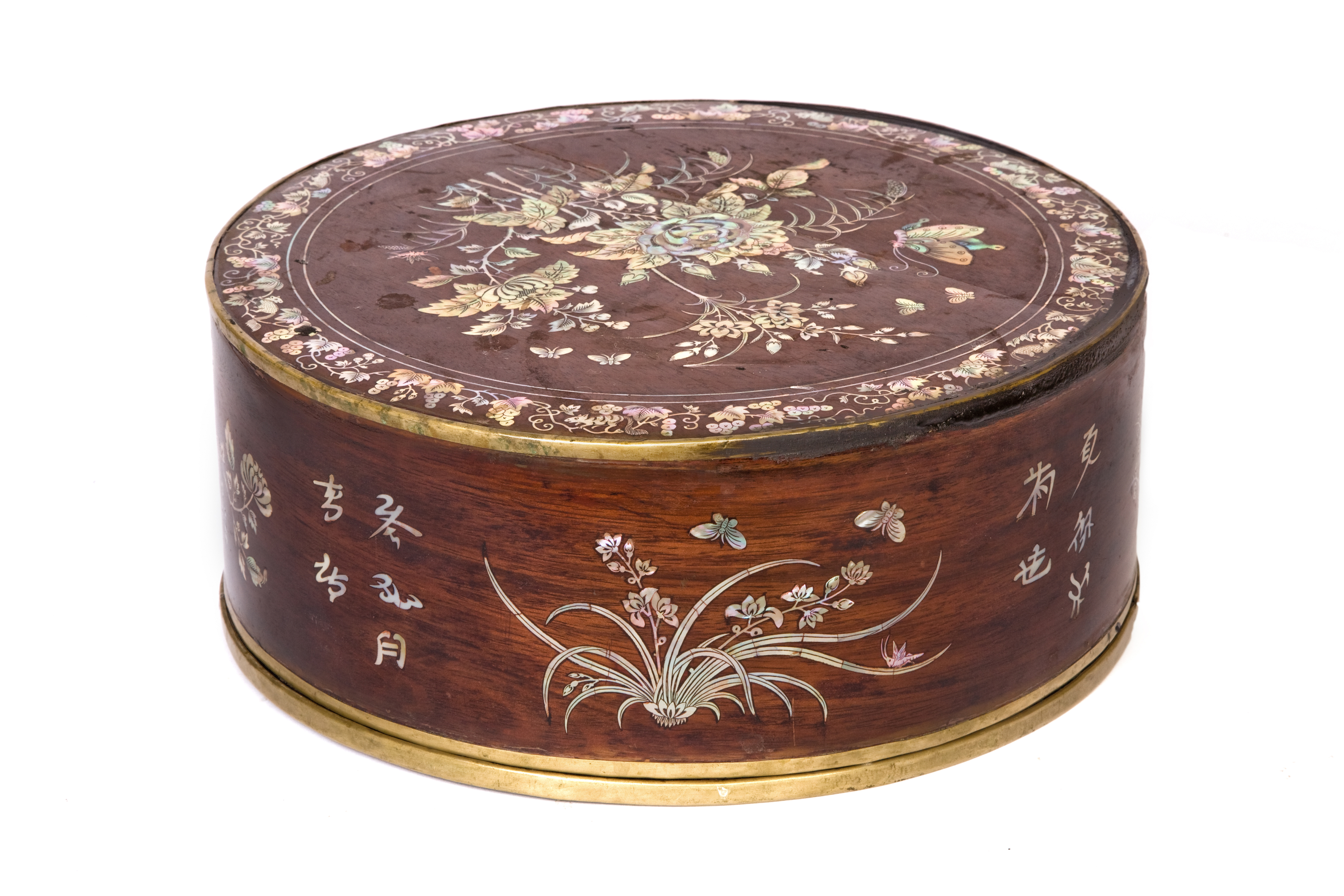
キンマ入れ（キンマという噛む嗜好品を入れる容器）
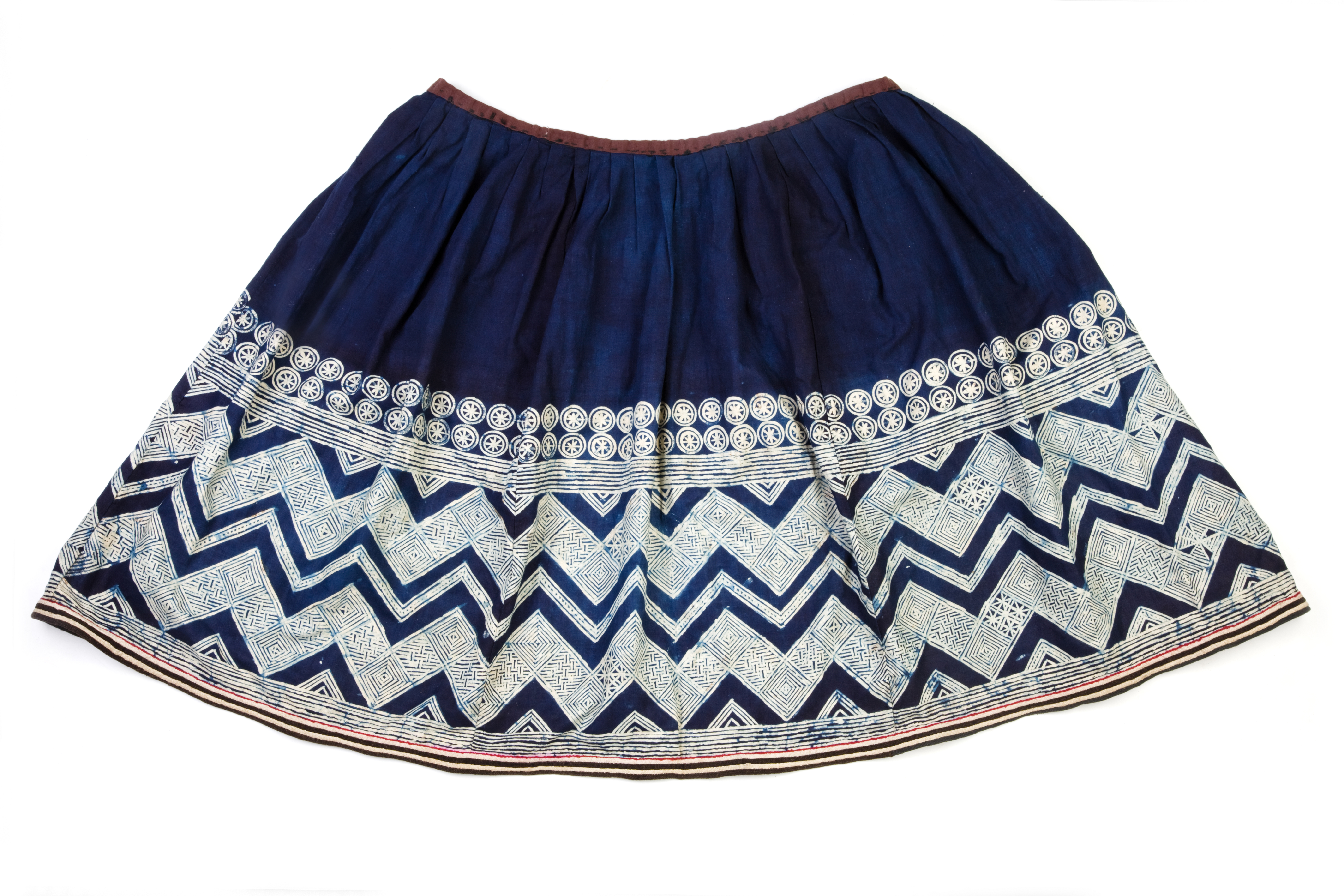
麻製のスカート（ザオティエン族）
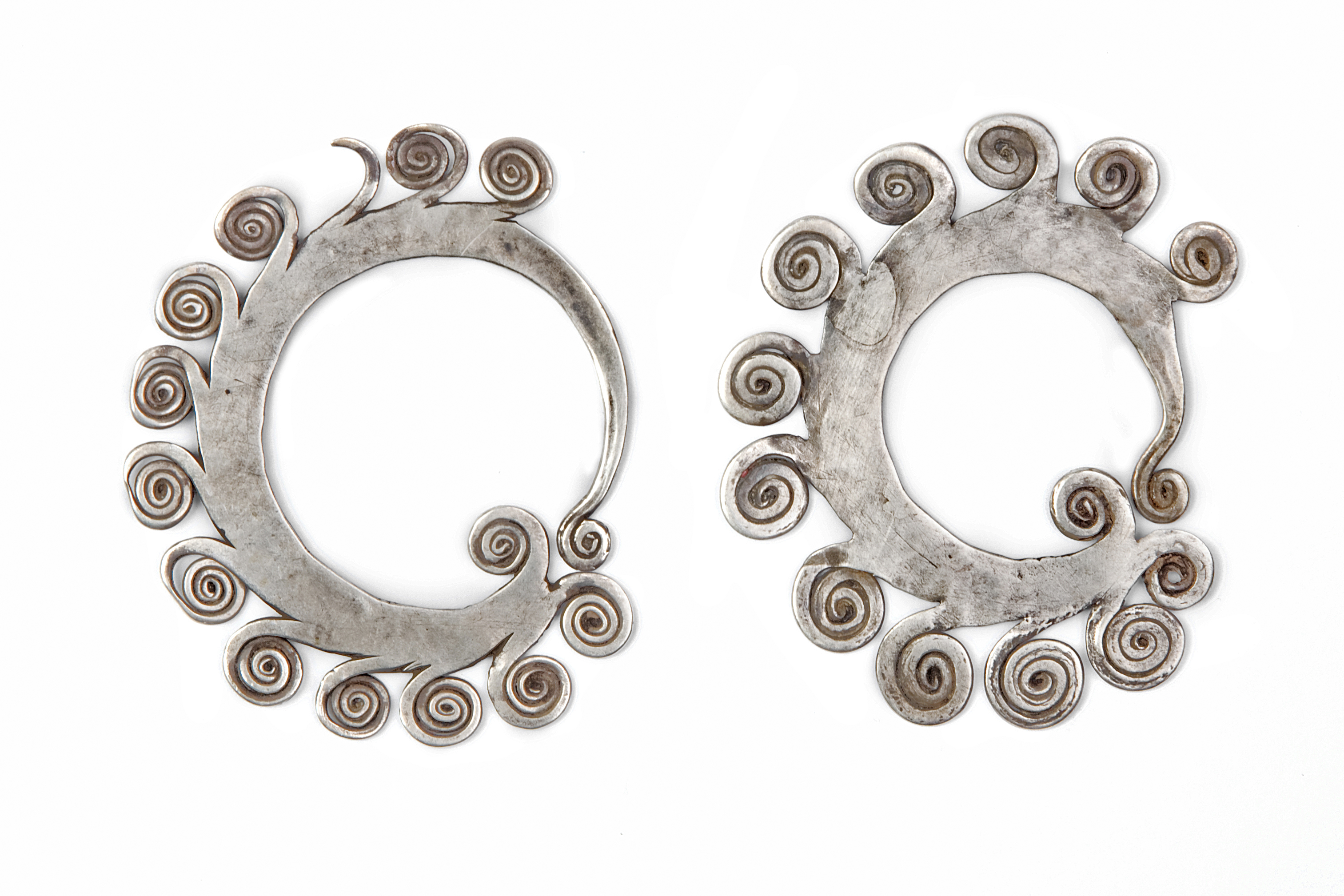
銀製耳飾り（モン族）

### 特別展示
ベトナム女性博物館は、社会人類学的視点から現代社会の発展と変化を多くの異なるグループ、特に立場の弱い女性や恵まれない境遇にいる子供たちに焦点を当てたプロジェクトを計画し、特別展を開催している。
以下が2013-2014年に行われた展示内容である。
- Flower and Life (2013年9月2日開催) Women and Life in collaboration with Dalat Hasfarm Companyによる.
- Women and Innovation (2013年10月1日開催) ;“Women Innovation Day 2013”の活動の一環として開催。 共催・後援 the Vietnam Women’s Union、the World Bank 、 the UN Women in Vietnam.
- Stories of Markets (2014年3月8日開催) 共催・後援 HealthBridge 、Fresh Studio.

詳細はサイトを参照 : http://www.baotangphunu.org.vn/Tin-tuc/320/過去開催された特別展

### オンライン展示
公式サイト http://www.baotangphunu.org.vn では、お越しになれない方のために過去に行った展示の閲覧が可能である。現在、“Street Vendor”がオンライン展示されており、ハノイ市内で行商をする女性たちの日々の生活と過酷な仕事について知ることができる。

### 移動展示（移動博物館）
ベトナム女性博物館は各省の女性連合、大学や教育機関等各地で移動展示を積極的に行っている。

### 音声ガイド
2016年3月より音声ガイドサービスを開始。常設展示の“家庭での女性”、“歴史のなかの女性”、“女性のファッション”の資料から、57話を通して、展示資料にまつわる歴史的背景や様々な伝統文化をベトナム語、英語、フランス語で紹介している。この音声ガイドは、インタビューや戦時中の日記の内容だけでなく、所有者の思い出や博物館のリサーチチームの調査時の回想なども含まれている。また、伝統儀礼の音源や前線の歌、少数民族音楽も楽しむことができる。所要時間は約2時間30分。3万ドンで提供されている。

## 教育活動

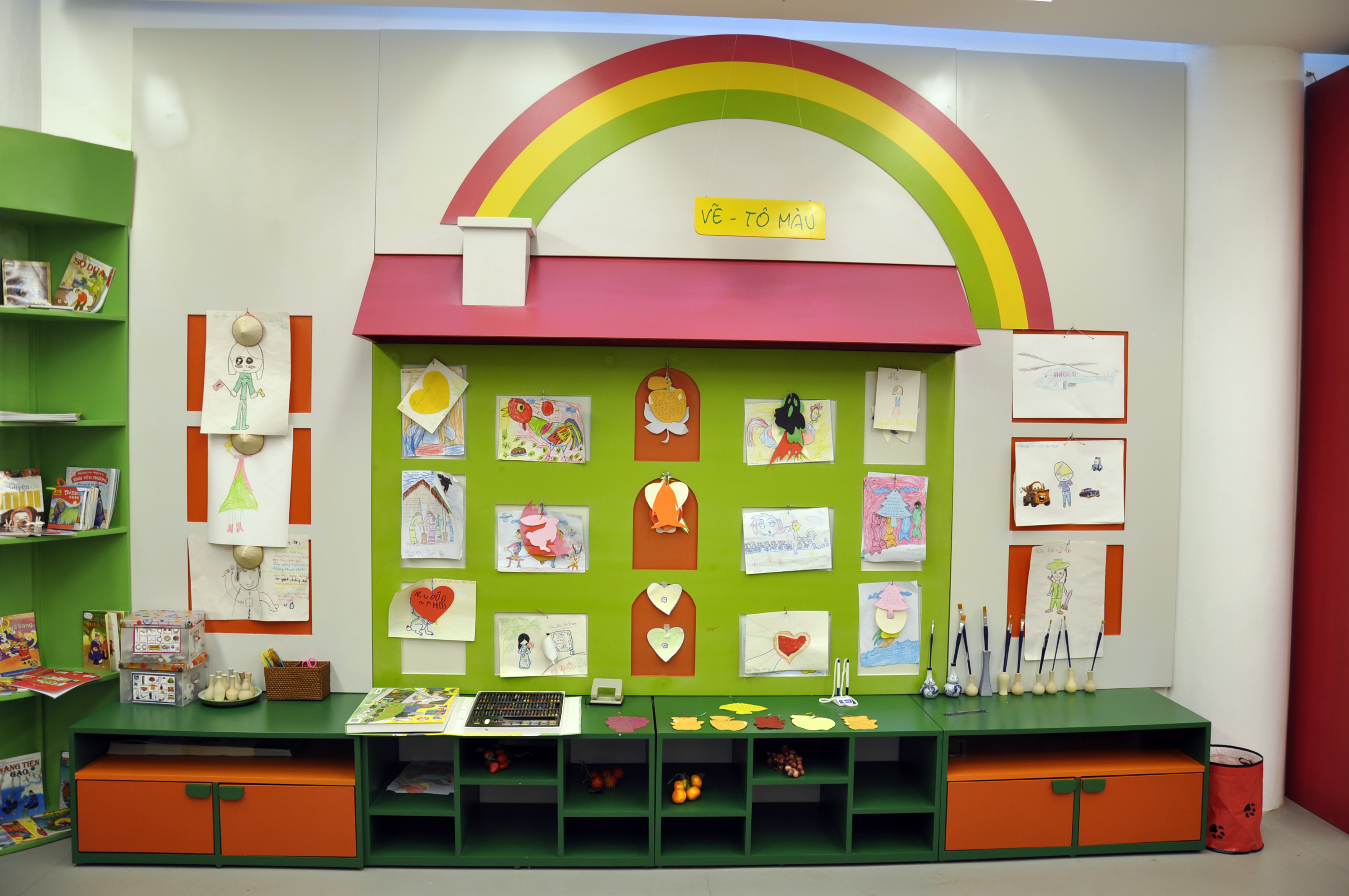
ディスカバリーセンター

博物館をより身近な存在になってほしい、多種多様な教育活動や一般に対してプログラムを提供しよう、という目的で2010年に7-15歳を対象にディスカバリーセンターを開設。このディスカバリーセンターではベトナムの伝統的なノン（菅笠）の制作、少数民族の伝統衣装体験など各種様々な活動を通し、子どもたちの創造、探究、コミュニケーション、プレゼンテーション、読解、作文等の機会の場を提供している。

## 協力・支援
博物館は定期的に他の団体や協会と連携しイベントや特別展を開催している：
- Center for Women and Development (http://www.cwd.vn/en/)
- Ministry of Labour Invalids and Social Affairs (http://www.molisa.gov.vn/en/)
- Embassy of Finland, Hanoi (http://www.finland.org.vn/en)
- Ford Foundation(http://www.fordfoundation.org)
- Institute for Development and Community Health (Light) (http://light.org.vn/light/)
- Hanoi International Women's Club (http://www.hanoi-iwc.com)
- Singapore Philatelic Museum (http://www.yoursingapore.com)
- Japan Foundation (http://jpf.org.vn/jp/)
- Fresh Studio (http://www.freshstudio.vn)
- Healthbridge (http://www.healthbridge.ca)
- ふくしま・ベトナム友好協会
- Korean Culture Center in Ha Noi (http://vietnam.korean-culture.org/welcome.do)
- Quai Branly Museum (http://www.quaibranly.fr/)
- FairSpectrum Oy (http://www.fairspectrum.com/)
- National Institute of Philosophy (https://vientriethoc.com.vn/)

## 受賞歴
2012年、ベトナム女性博物館は世界屈指の旅行サイトであるTripAdvisorの“2012年ハノイで最も魅力的な施設”、2013年にはアジアで最も興味深い25の博物館の一つに選ばれ、2014年には“トラベラーズ チョイス アワード 2014”を受賞。
2015年7月8日には、Vietnam Tourism Awards 2014“Vietnam Top Attractions”を受賞。

## その他
- Women in Vietnam
- Museums in Hanoi
- Visitor attractions in Hanoi

## 参照
1. ↑  Wendy Madrigal. “The Hanoi Women's Museum”.   Things Asia. 2014年12月25日閲覧。
2. 1 2  Christine Hemmet. “Le musée des femmes du Vietnam : une rénovation totale”.   4ème Congrès du Réseau Asie & Pacifique. 2014年12月25日閲覧。